# Superga
Superga (in piemontese Soperga o Superga) è uno dei colli più alti di Torino, in Piemonte, conurbato nell'area metropolitana della città, e situato a circa 10 km a nord-est del centro cittadino, e sul quale è edificata l'omonima Basilica. Alto 672 m s.l.m., è il terzo colle (il primo è il Colle della Maddalena, 715 m, seguito dal Bric della Croce, 712 m) dell'intera catena delle Colline del Po e del Parco naturale della Collina Torinese.

## Territorio
Appartenente al territorio comunale torinese, confina a ovest col quartiere semi-collinare di Madonna del Pilone, a nord-ovest con la Borgata Rosa-Sassi, a est con Baldissero Torinese, e a sud con Pino Torinese.
Ricco di itinerari panoramici e boschivi, il colle, dal piccolo agglomerato urbano, si diparte a nord nelle zone di Borgata Croce, Moncanino, Tetti Coggiola e Tetti Ronchi, a est con i boschi di Tetti Pietraforata, a ovest con i pendii di località Mongreno e, a sud, con Tetti Rocco e la vasta area protetta del Parco naturale della Collina di Superga, alle pendici del vicino monte Amàn (595 m), sotto il comune di Pino Torinese.

## Origini del nome
Una prima ipotesi toponomastica fa risalire il nome di Superga a Sarrabergia o Sarropergia, dal germanico Sarra-berg, ovvero "monte della collina" o "monte fra i colli".
 Altre teorie, invece, riconducono l'origine del nome all'esistenza di una statua della Madonna, collocata nel tardo Medioevo sotto un loggiato di piante, da cui Santa Maria sub pérgula, davanti alla quale il duca Vittorio Amedeo II di Savoia fece la promessa della costruzione dell'omonima Basilica nel 1706 (oggi conservata nella Cappella del voto, dentro la Basilica stessa).
Già dal XV secolo, il sito presentava piccole chiesette votive dedicate a Santa Maria, ma anche a Sant'Antonio e San Grato. Considerato un punto strategico di osservazione su Torino, un piccolissimo agglomerato urbano cominciò a formarsi dal XIII secolo circa.
Quando Jean-Jacques Rousseau visitò il colle per la prima volta nel 1728, guardando il panorama sottostante esclamò pieno di entusiasmo: «Io ho dinnanzi il più bello spettacolo che possa colpire l'occhio umano». Già Edmondo De Amicis scriveva: «Il panorama del colle di Superga è più grande e più bello della sua fama», e anche papa Pio XII lo definì «...il più bel panorama d'Europa».

## La basilica di Superga
La basilica di Superga è stata edificata sul colle per soddisfare un voto che Vittorio Amedeo II fece davanti alla statua della Madonna delle Grazie in un momento difficile per il regno sabaudo. Nel 1706 Torino era assediata dalle truppe francesi. Luigi XIV, nella sua grande ambizione, mirava a trasformare il Piemonte in una provincia francese, ma trovò una ferrea resistenza da parte del duca Vittorio Amedeo II.

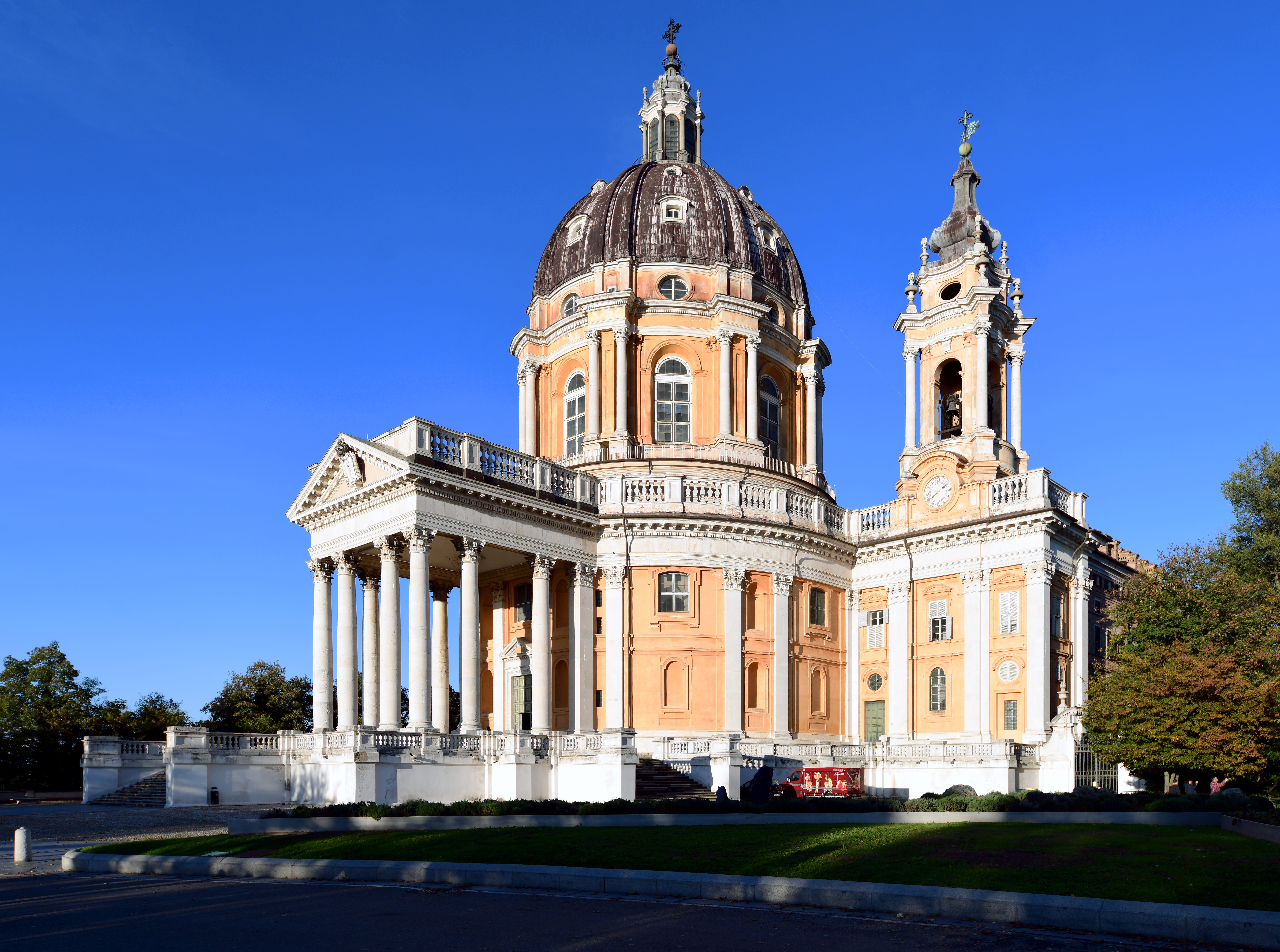
La basilica

La storia narra che il 2 settembre del 1706 il Duca, insieme al principe Eugenio, salì sul colle di Superga per esaminare, da quell'altura, il campo di battaglia. Successivamente entrarono nella chiesetta che fungeva da parrocchia per pochi fedeli di Superga. Davanti alla statua della Madonna il duca fece un voto: avesse ottenuto la vittoria sui Francesi, avrebbe fatto innalzare in quel luogo una grande chiesa in suo onore. Scesi dal colle i due principi misero in esecuzione il loro piano di battaglia. La mattina del 7 settembre, alle ore 10, iniziarono i combattimenti. Lo scontro fu terribile e massacrante, ma l'esercito piemontese ebbe la meglio e quello francese fu definitivamente sconfitto. Torino era libera, il Piemonte manteneva la sua libertà.
Il duca Vittorio Amedeo II di Savoia, assunta la corona di Sicilia e poi di Sardegna, nel 1717 poneva la prima pietra del glorioso tempio votivo in onore della «Madre del Salvatore - Salvatrice di Torino». Era stato necessario abbassare il colle di quaranta metri, dopo avere demolito la chiesa preesistente, ceduta al sovrano dal Comune di Torino. Il progetto della basilica e del palazzo venne affidato all'architetto messinese abate Filippo Juvarra, che ne fece un capolavoro. Il tempio fu ultimato e aperto al pubblico, dopo un lavoro di quattordici anni, il 1º novembre 1731.

## La tranvia Sassi-Superga
Nel 1884, in occasione della Esposizione generale italiana, per facilitare il viaggio dei turisti in cima alla collina, fu edificata una linea di collegamento ferroviario in salita (e discesa) di circa 3 km, tra la sottostante Borgata Sassi e la basilica, col sistema a cremagliera (o, più popolarmente detta "dentera"), e con trazione di tipo funicolare. Nel 1934 fu eliminato l'obsoleto sistema funicolare, e la linea continuò a funzionare a trazione elettrica fino almeno agli anni settanta. In disuso per circa un decennio, fu ripristinata a partire dagli anni ottanta-novanta, arricchendo le due piccole stazioni di collegamento con dei reperti museali dell'epoca.
Oltre alla tranvia, la collina di Superga è collegata a Torino da una strada, che parte dalla zona della città denominata Sassi.

## Avvenimenti
- Il 4 maggio 1949, alle ore 17:03, l'area in prossimità del basamento dietro la Basilica di Superga fu teatro di un grave incidente aereo, dovuto alla scarsa visibilità, nel quale persero la vita i giocatori del Grande Torino e tutto l'equipaggio di bordo (in totale 31 vittime), di ritorno da una partita amichevole giocatasi a Lisbona contro il Benfica.
- Nel 1958 Superga è stata sede di arrivo della 4ª tappa del Giro d'Italia, lunga 132 km, che fu vinta dallo spagnolo Federico Bahamontes, mentre maglia rosa era Aldo Moser.
- Nei primi anni del secolo XX, e fino al secondo dopoguerra, la strada comunale da Sassi a Superga fu sede di gare automobilistiche e motociclistiche.
- Dai primi anni del secolo XXI sulla stessa strada si svolge annualmente una gara podistica.